# Pontiac (Québec)
Pour les articles homonymes, voir Pontiac.
Ne doit pas être confondu avec Pontiac (municipalité régionale de comté).
Pontiac est une municipalité du Québec (Canada) située dans la municipalité régionale de comté (MRC) des Collines-de-l'Outaouais dans la région administrative de l'Outaouais.

## Toponymie
Pontiac résulte de la fusion en 1975, de quatre municipalités : Onslow, Eardley, Quyon et Onslow-Partie-Sud.
- Onslow, proclamé le 9 mars 1805 [3]; érigée en 1845, a été nommée en l'honneur d'un lieu d'Angleterre ou d'un ministre des Finances anglais, George Onslow (1731-1816)[4]
- Eardley, érigée en 1846, fait référence à un village du Staffordshire[5].
- Quyon, érigée en 1875, reprend le nom de la plus ancienne paroisse catholique du territoire, fondée en 1848, Sainte-Marie-de-Quyon. Ce nom de lieu d'origine amérindienne de la nation algonquine signifie rivière au fond sablonneux. En 1863, Stanislas Drapeau mentionne la rivière Quio, dans le canton d'Onslow[6].

|  |

- Onslow-Partie-Sud érigée en 1876.

Le village de Luskville en fait également partie. Le nom de ce lieu rappelle la mémoire d'un pionnier, Joseph Lusk, qui s'établit dans le canton d'Eardley en 1832. Une première chapelle a été érigée à Luskville en 1862. Le bureau de poste de Luskville a été inauguré en 1884 et est fermé depuis le 10 octobre 1986.
Cette localité est habitée par une population non négligeable d'Anglo-Québécois.
|  |

## Localités
- Beech Grove
- Breckenridge
- Eardley
- Heyworth
- Luskville
- North Onslow
- Onslow Corners
- Pontiac-Station
- Quyon
- Ruthledge
- Steel
- Wyman

## Géographie
Adjacent au secteur d'Aylmer (maintenant dans la ville de Gatineau), le territoire est borné au sud par la rivière des Outaouais qui trace la frontière avec l'Ontario.

## Démographie
| 1996  | 2001  | 2006  | 2011  | 2016  | 2021  |
| ----- | ----- | ----- | ----- | ----- | ----- |
| 4 722 | 4 643 | 5 238 | 5 681 | 5 850 | 6 142 |

## Administration
Les élections municipales se font en bloc et suivant un découpage de six districts.
| Pontiac Maires depuis 2002                                                                                           |                   |         |          |
| Élection | Maire             | Qualité | Résultat |
| 2002 | Bruce R. Campbell |         | Voir     |
| 2005 | Edward McCann     |         | Voir     |
| 2009 | Edward McCann     | Voir    |          |
| 2013 | Roger Larose      |         | Voir     |
| 2017 | Joanne Labadie    |         | Voir     |
| 2021 | Roger Larose (2)  |         | Voir     |
| Élection partielle en italique Depuis 2005, les élections sont simultanées dans toutes les municipalités québécoises |                   |         |          |